# Чемпіонат Швейцарії з хокею 1911
Чемпіонат Швейцарії з хокею 1911 — третій регулярний чемпіонат Швейцарії з хокею, чемпіоном став Клуб де Патінуар Лозанна.

## Попередній етап
| 21/22 січня 1911 року |     |                    |  |
| ХК «Ла Вілья»         | 9:1 | «Академікер Цюрих» |  |
|                       |     |                    |  |

| 21/22 січня 1911 року |     |                          |  |
| «Беллерів» (Вевей)    | 8:4 | Клуб де Патінуар Лозанна |  |
|                       |     |                          |  |

## Півфінал
ХК «Ла Вілья» — Клуб де Патінуар Лозанна 2:3

## Фінал
«Беллерів» (Вевей) — Клуб де Патінуар Лозанна 4:6